# Hedvig Sirenia
Hedvig Sirenia, egentligen Sirenius; som gift Schulzen eller Schultz, född 1734, död 1795, var en svensk författare, poet och översättare. Hon var ledamot i Kungliga Vetenskaps- och Vitterhetssamhället i Göteborg. 

## Biografi
Hedvig Sirenia var dotter till stadssekreteraren i Göteborg, Sigfrid Sirenius, och gift med Matthias Gottlieb Schultz (1727–1800), med vilken hon fick sonen Fredric Schulzen (1770–1848). Hennes make ändrade år 1771 namn till Schulzen, men hon är känd under sitt namn som ogift, vilket var det namn som hon använde i sitt yrkesliv. Hennes make var Göteborgs stadsläkare 1764–1771, men tvingades avsluta sin praktik då han 1771 blev blind.  
Sirenia publicerades regelbundet i pressen i Göteborg och var en känd författare. Hennes verk trycktes i bland annat tidningen Hwad Nytt? Hwad Nytt?, och från 1760 och framåt även i Götheborgske Spionen och Götheborgska Magasinet. Till skillnad från vad som var vanligt för andra så kallade tillfällesförfattare publicerade hon sig under eget namn snarare än anonymt, men ofta endast under sitt efternamn Sirenia. I göteborgspressen kallades hon "Den göteborgska Sappho", "Vår hurtiga Sappho" och "Vår ljufliga sirén". Hon jämfördes i Göteborg med Hedvig Charlotta Nordenflycht. 
Hedvig Sirenia var till en början ledamot i Witterhets Klubben, som 1759 blev till Kungliga Vetenskaps- och Vitterhetssamhället i Göteborg, där hon 1776 också blev medlem. Detta trots att sällskapets handlingar föreskrev att dess medlemmar enbart skulle bestå av vittra män. Hon var den enda kvinna som publicerade sig i Samhällets Handlingar, och beskrivs som en av dess mest aktiva medlemmar. 

## Översättning
- Johan Nordahl Brun: Ejnar Tambaskjelfver: tragedie i fem öpningar (nu på swenska öfversatt af H.S., Götheborg: tryckt hos Samuel Norberg, 1782)